# Биргандж (город, Непал)
Биргандж (англ. Birganj, непали बीरगञ्ज उपमहानगरपालिका) — город в Непале.

## География
Город Биргандж находится на крайнем юге центральной части Непала, в непальской части долины Турги, в 3 километрах севернее границы с Индией и в 183 километрах южнее столицы страны Катманду. Административно город входит в Центральный округ Непала и является одним из крупнейших городов зоны Нараяни, одной из 14 территориальных единиц страны (центр дистрикта Парса). Численность населения Бирганджа превышает 112 тысяч человек (на 2001 год).

## Экономика и просвещение
Через город Биргандж проходит основной поток экспортных товаров, поступающих из-за рубежа в Непал. Город является также крупнейшим торговым центром на индо-непальской границе. В Биргандже работает ряд крупных промышленных предприятий — сахарный завод, предприятия бумажной, химической и фармацевтической промышленности, табачная фабрика. Здесь также находится крупный центр по разведению и вылову рыбы.
В городе открыт университет Трибхуван.